# A Fight for Life (film 1915)
A Fight for Life è un cortometraggio muto del 1915 diretto da W.P. Kellino.

## Trama
Un marinaio salva l'ex fidanzata dal marito, un falsario che ha il suo laboratorio in cantina.

## Produzione
Il film fu prodotto dalla Cricks.

## Distribuzione
Distribuito dalla Davison Film Sales Agency (DFSA), il film - un cortometraggio in una bobina - uscì nelle sale cinematografiche britanniche nel maggio 1915.